# آرتور بارت (بازیکن فوتبال)
آرتور بارت (انگلیسی: Arthur Barrett؛ ۲۱ دسامبر ۱۹۲۷ – ۱۰ ژانویهٔ ۲۰۱۱) بازیکن فوتبال اهل بریتانیا بود.
از باشگاه‌هایی که در آن بازی کرده‌است می‌توان به باشگاه فوتبال ترانمره راورز اشاره کرد.